# 山崎晃資
山崎 晃資（やまざき こうすけ、1937年12月1日 - 2023年4月21日）は日本の医学者、精神科医。医学博士。専門は児童青年精神医学、特に自閉症問題。北海道出身。
北海道後志支庁管内虻田郡倶知安町に生まれる。1962年、北海道大学医学部医学科卒業。1967年、北海道大学大学院医学研究科神経内分泌専攻博士課程修了。
北海道大学医学部精神科助手を経て、1974年、市立札幌病院附属静療院児童部長。のぞみ学園副医長。
1982年から東海大学医学部精神科学教室教授。2003年から2005年まで東海大学教育研究所教授、東海大学付属相模中学校・高等学校校長を兼任。2005年から臨床児童精神医学研究所所長、目白大学客員教授。
精神保健指定医。日本児童青年精神医学会理事長。国際児童青年精神医学会顧問。アジア児童青年精神医学会事務局長。愛光病院臨床顧問などを務める。
2023年4月21日死去。

## 著書
- 『乳幼児精神医学への招待』（共著）
- 『小児診療のための心理的アプローチ』
- 『心の家庭医学』
- 『乳幼児の発達と精神衛生』
- 『自閉症の研究と展望』